# Gorillaz
Pour leur album, voir Gorillaz (album).
Gorillaz est un groupe musical britannique dit « virtuel », formé en 1998 par Damon Albarn et Jamie Hewlett. Il est composé de quatre personnages de fiction : Stuart Tusselpot au chant, au piano ainsi qu'à tout instrument avec des touches ; Murdoc Niccals à la basse ; Russel Hobbs à la batterie ; et Noodle à la guitare. En réalité, la musique est une collaboration entre de nombreux musiciens, mais implique en permanence Damon Albarn. Leur style représente plusieurs genres musicaux incluant rock, rock indépendant, pop, britpop, trip hop, electronica, dub, reggae, hip-hopet rap. Bien que plusieurs autres faux groupes, qu'ils soient animés ou avec de vrais acteurs, aient connu le succès avant lui, ils sont des parodies d'un genre particulier (Spinal Tap, A Mighty Wind) ou sont conçus pour un public jeune, voire très jeune (The Archies, Alvin & the Chipmunks). Gorillaz ne se veut ni parodique ni destiné aux enfants et son succès est autant dû aux personnages inventés par Albarn et Hewlett qu'à leur musique.
Le premier album du groupe, Gorillaz, publié en 2001, s'est vendu à plus de sept millions d'exemplaires et a valu au groupe une entrée dans le Livre Guinness des records en tant que groupe virtuel le plus performant. Il comporte des singles à succès Clint Eastwood, 19-2000, Rock the House, et Tomorrow Comes Today. L'album a été nommé pour le Mercury Prize, mais sa candidature a été retirée à la demande du groupe.
Leur deuxième album, Demon Days, publié en 2005, est certifié quintuple disque de platine au Royaume-Uni, double disque de platine aux États-Unis, est nommé cinq fois du Grammy Award en 2006, et remporte le prix de meilleure collaboration pop avec parties vocales. l'album contient les singles Feel Good Inc., Dare, Dirty Harry, Kids with Guns et El Mañana.
Le groupe est également récompensé à plusieurs reprises, notamment de deux MTV Video Music Awards, d'un NME Award, de trois MTV Europe Music Awards, et est nommé neuf fois aux Brit Awards,. Les ventes totales des albums Gorillaz et Demon Days dépassent les 15 millions d'exemplaires écoulés en 2007. Le troisième album du groupe, Plastic Beach, est publié en mars 2010 et présente des artistes invités tels que Snoop Dogg, Gruff Rhys, De La Soul, Bobby Womack, Mos Def, Lou Reed, Mick Jones, Mark E. Smith, Paul Simonon et Hypnotic Brass Ensemble. Leur album suivant, The Fall, est publié gratuitement en décembre 2010, initialement réservé aux membres du fan club, puis publié dans les marchés en avril 2011. Le cinquième album, Humanz, est sorti en avril 2017. Nommé pour 10 BRIT Awards, Gorillaz gagne le prix du Meilleur Groupe Anglais aux BRIT Awards 2018. Le sixième album, The Now Now, est sorti en juin 2018. Pour leur septième album, les membres de Gorillaz étaient bien décidés à ne justement pas faire d’album — du moins au sens traditionnel du terme. Le projet Song Machine devait plutôt consister, au contraire, à enregistrer chaque mois un single indépendant, échappant aux contraintes habituelles du format. « C’est la définition même d’une œuvre contemporaine, non ? » confie Remi Kabaka Jr. — producteur, batteur, percussionniste et troisième membre du trio, aux côtés de Damon Albarn et Jamie Hewlett — à Apple Music. « C’est plus intéressant pour nous de travailler avec ce format épisodique, parce que ça nous permet de réagir en temps réel aux choses, au lieu de restituer le souvenir qu’on en a. On est un peu comme une dépêche — on réagit directement à l’actualité, au lieu de la restituer après coup. »

## Histoire

### Formation et débuts (1997–1999)

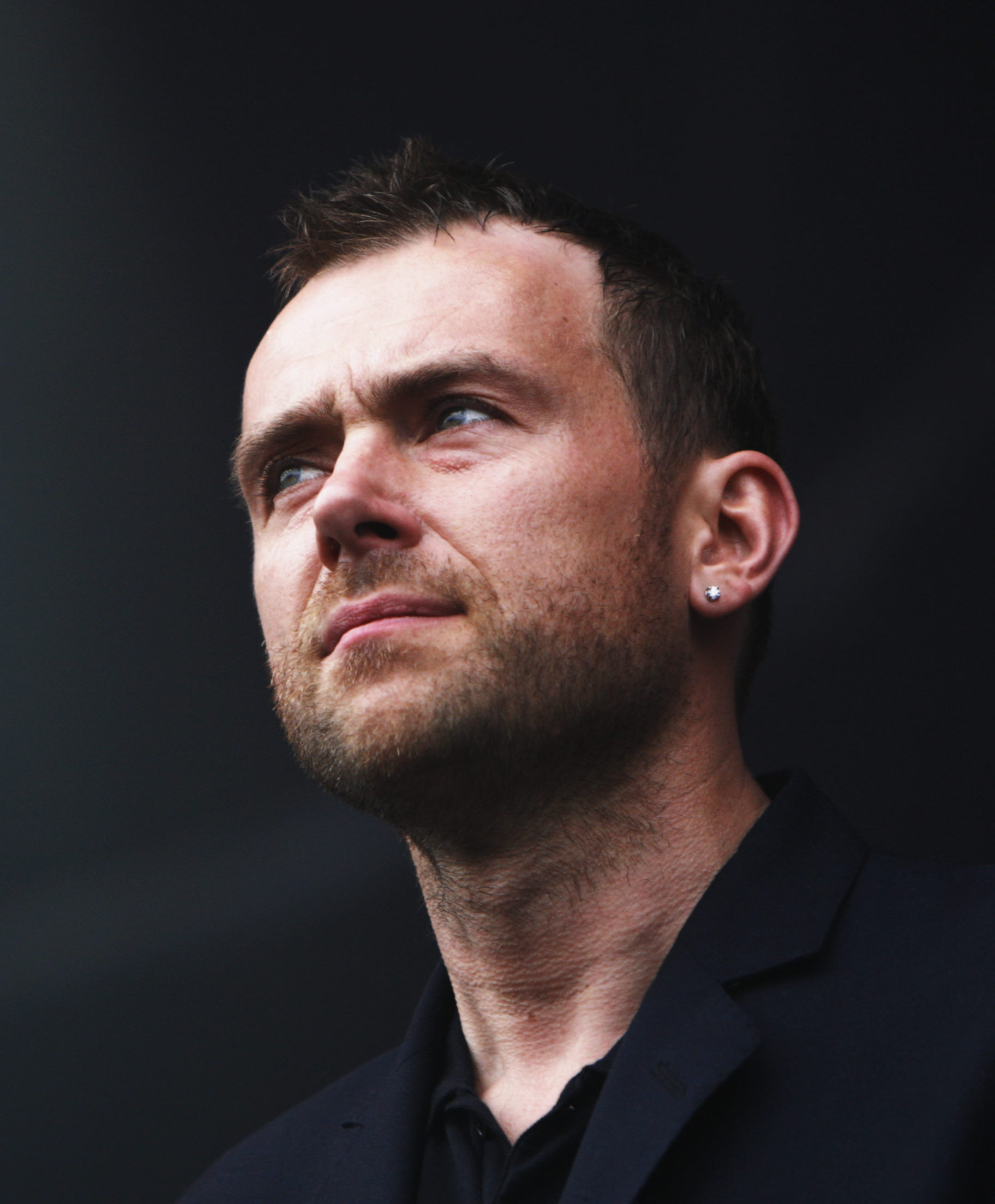
Damon Albarn, co-créateur de Gorillaz.

Damon Albarn et Jamie Hewlett se rencontrent pour la première fois en 1990 : Graham Coxon est fan du travail de Hewlett et lui demande de venir interviewer Blur, le groupe de britpop que Albarn et Coxon viennent de former. L'interview est publiée dans le magazine Deadline, magazine publiant également Tank Girl. Hewlett considérait Albarn comme un « trou du cul, un branleur », et bien qu'il soit une connaissance du groupe, il n'arrivait pas à s'entendre avec eux, particulièrement depuis qu'il sortait avec l'ex-petite amie de Coxon, Jane Olliver. Malgré cela, Albarn et Hewlett deviennent colocataires d'un logement situé Westbourne Grove à Londres en 1997, Hewlett venant de se séparer de Jane Olliver, et Albarn de Justine Frischmann d'Elastica.
L'idée de former Gorillaz s'est formée alors qu'ils regardaient MTV. Hewlett explique à ce sujet : « si on regarde trop longtemps MTV, ça devient l'enfer – il y a rien d'intéressant. Alors on a eu l'idée d'un groupe d'animation, quelque chose qui serait un commentaire de tout ça. » Le groupe se nomme à l'origine « Gorilla » et le premier titre enregistré s'intitule Ghost Train plus tard publié comme face B de leur single Rock the House et de leur compilation G Sides. Les premiers musiciens qui incarnent Gorillaz incluent Albarn, Del the Funky Homosapien, Dan the Automator et Kid Koala, ancien collaborateur sur le titre Time Keeps on Slipping du premier album homonyme de Deltron 3030 (album sur lequel Damon avait déjà posé sa voix).
À l'époque pas encore nommé Gorillaz, Albarn expliquera que l'« une des toutes premières chansons de Gorillaz était le single On Your Own de Blur publié en 1997 dans leur premier album homonyme, Blur. »

### Phase One: Celebrity Take Down(1999–2003)
La première publication du groupe est l'EP Tomorrow Comes Today, publié en 2000. Le groupe est très bien reçu dans les milieux musicaux underground anglais et commence à gagner en succès, une part de ce succès étant due à l'aura de mystère régnant autour des Gorillaz (à l'époque, personne ne connaissait l'identité des différents musiciens). Très vite, des livrets promotionnels furent distribués dans le but de promouvoir l'histoire fictionnelle des 4 personnages constituant ce nouveau groupe. C'est à cette époque que leur site Web officiel, Gorillaz.com, est ouvert. La toute première version de ce site consiste en une représentation virtuelle des Kong Studios, la maison fictionnelle des Gorillaz (qui sert aussi de studio d'enregistrement pour le groupe et ses collaborateurs). L'internaute qui y entrait pouvait visiter le lieu de fond en comble, que ce soit les chambres des musiciens, les couloirs, le studio d'enregistrement et autres lieux de vie. Chaque salon possédait son lot de jeux et de surprises : pour prendre quelques exemples, le hall possédait une machine à remix, la cafétéria contenait un forum de discussion sur le mur et le camping-car de Murdoc (uniquement accessible en utilisant la section interactive de l'album Gorillaz) cachait une poupée vaudou de 2D. Ce dernier, ainsi que Murdoc, Russel et Noodle possédaient également leur propre ordinateur, que l'internaute pouvait consulter. Dans les ordinateurs se trouvaient des photos, des samples utilisés dans les chansons de Gorillaz, les sites Web favoris des personnages et leurs boîtes de réception personnelles. Un peu après, le fansite officiel du groupe (simplement nommé fans.gorillaz.com) fut créé pour enrichir les informations présentes sur le site officiel, que ce soit en terme d'actualités, de discographie ou de concerts.
Le premier single, Clint Eastwood, est publié le 5 mars 2001, et atteint la quatrième place des classements britanniques. Il est produit par Dan the Automator et fait originellement participer le groupe de hip-hop Phi Life Cypher, mais la version incluse dans l'album fait participer le rappeur américain Del the Funky Homosapien, crédité sous le nom de Del tha' Ghost Rapper, un esprit du batteur Russel Hobbs (ce personnage inventé par Albarn et Hewlett restera, malgré son succès, indissociable des clips de cette Phase 1). Ce hit poussa de plein fouet Gorillaz dans la lumière et, à cause du succès, les comptes Hotmail des membres virtuels furent abandonnés (avant d'être plus tard hackés) et leurs boîtes de réception ne furent plus actualisées. La version de Clint Eastwood avec Phi Life Cypher apparaît sur la face B de l'album G Sides. Plus tard le même mois, leur premier album éponyme, Gorillaz, est publié et contient quatre singles : Clint Eastwood, 19-2000, Tomorrow Comes Today, et Rock the House. Une autre part du succès du groupe vient des histoires racontées dans les clips (et qui se suivent toutes, racontant ainsi toute une partie de l'histoire complète du groupe virtuel), contenant beaucoup d'éléments ainsi qu'une imagerie bizarre et assez sombre.
En juin 2001, 19-2000 atteint la sixième place des classements britanniques, et la chanson devient le thème du jeu vidéo FIFA Football 2002, avant d'apparaître dans une pub pour Icebreakers (une marque de chewing-gums). Les sons de trompettes entendus dans le troisième single de l'album, Rock the House, ont été intégrées dans diverses émissions de MTV. Gorillaz est nommé pour le Mercury Prize en 2001, mais cette remise est annulée à la demande du groupe (ce sera le bassiste Murdoc qui annoncera, à travers une vidéo, que le groupe refuse son prix). Il est vendu à plus de sept millions d'exemplaires, et est cité par le Livre Guinness des records dans la catégorie des meilleures musiques d'un groupe virtuel. Le clip de Tomorrow Comes Today fut uniquement diffusé aux Etats-Unis, sur la chaîne Toonami, lors d'une soirée spéciale où furent diffusés les clips de Gorillaz, mais aussi de Daft Punk et de Kenna (musicien américain spécialisé dans le funk et le pop-rock).
À la fin de l'année sort 911, une collaboration de Gorillaz avec le groupe D12 (sans Eminem) et Terry Hall qui a pour sujet les attaques du 11 septembre 2001. Entretemps, G-Sides, une compilation de faces B issues de l'EP Tomorrow Comes Today et de leurs trois premiers singles (pour des raisons inconnues, les morceaux inédits du single Tomorrow Comes Today ne sont jamais sortis dans aucun album de faces B) est publiée au Japon le 12 décembre 2001, puis à l'international en 2002. Gorillaz joue aux Brit Awards de 2002 à Londres le 22 février, apparaissant en animation 3D sur 4 écrans géants et jouant leur hit Clint Eastwood en compagnie des Phi Life Cypher. Le groupe est nommé six fois aux Brit Awards, notamment dans les catégories meilleur groupe britannique, meilleur album britannique et meilleur nouveau groupe britannique, mais repart de la soirée les mains vides.
En novembre 2002, un DVD intitulé Phase One: Celebrity Take Down est publié. Le DVD contient quatre Phase One promotionnelles, les clips officiels du groupe, la vidéo abandonnée de 5/4, Charts of Darkness, mockumentaire d'une demi-heure mettant en scène Krishnan Guru-Murthy, reporter de Channel 4, cherchant à retrouver Albarn et Hewlett, qui auraient été enfermés dans un asile psychiatrique (les membres virtuels de Gorillaz n'étant apparemment, selon le mockumentaire, que des dédoublements de la personnalité présents chez le musicien et le dessinateur), les storyboards et les dessins préparatoires des clips ou encore les Gorilla Bitez (petits courts-métrages d'animation mettant en scène les membres fictifs du groupe : "Jump the Gut", "The Eel", "Hey ! Our Toys Have Arrived" et "Game of Death". Un cinquième, Fancy Dress, sera inclus dans le DVD suivant, Phase Two : Slowboat To Hades, et sera présenté comme le G-Bite Perdu). Le menu du DVD ressemble à la page d'accueil du site web du groupe et joue beaucoup sur l'interactivité. Après la présentation du logo du groupe et celui de Zombie Flesh Eaters (la société de production chargée de l'aspect vidéo de Gorillaz), le DVD commence. Le spectateur est placé dans la peau d'un inspecteur de police visitant les Kong Studios apparemment abandonnés (bien qu'en assez bon état) et tout ce qui se passe est vu à travers les yeux du personnage. A la même époque, Laika Come Home, album créé par les Spacemonkeyz (en réalité, un trio composé de Darren Galea, Richie Stevens et de Gavin Dodds) et remixant en version dub-reggae les chansons de Gorillaz, sort, accompagné par le single Lil Dub' Chefin, ce dernier contenant le Spacemonkeyz Theme, l'unique chanson originale de cet autre groupe virtuel, écrite en collaboration avec Stanley Huang, musicien taïwanais.
Après la sortie du DVD Phase One : Celebrity Take Down, en novembre 2002, le site Internet du groupe est entièrement fermé (pour coller avec l'histoire du groupe à cette période : partis en tournée, la police avait investi le lieu en l'absence du groupe pour cause d'évènements paranormaux s'étant déroulés à Kong). La seule façon d'accéder au site était d'utiliser une cabine, d'où les internautes pouvaient utiliser le forum et les chats. Un petit robot nommé G.R.3.G pouvait aussi être utilisé pour explorer les Kong Studios abandonnés, modélisés entièrement en 3D. À cette période, des rumeurs circulent concernant la préparation d'un film par Gorillaz, mais Hewlett confirme l'abandon du projet : « On a perdu tout intérêt à le faire quand on a vu les studios et quand on a rencontré les exécutifs d'Hollywood, on était tout simplement pas sur la même longueur d'onde. On s'est dit et puis merde on va s'asseoir sur cette idée jusqu'à ce qu'on y arrive par nos propres moyens, et peut-être récolter les fonds nécessaires. ». De plus, lors d'une interview, Haruka Kuroda (l'une des "voix" de Noodle) a également révélé que Jamie avait rejeté bon nombre de scénarios avant d'abandonner.

### Phase Two: Slowboat to Hades(2004–2007)

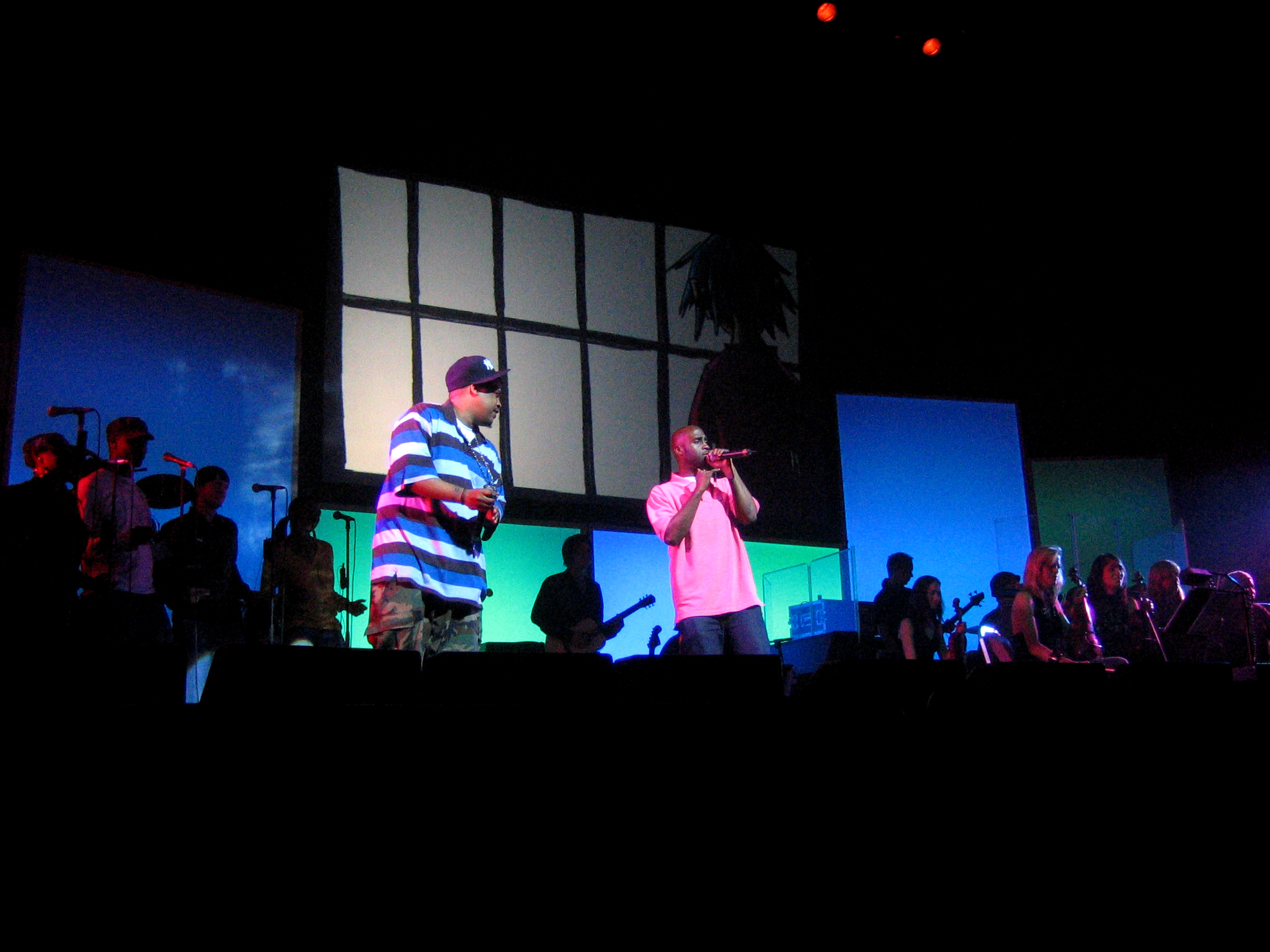
De La Soul jouant Feel Good Inc. avec Gorillaz au concert Demon Days Live de Manchester, en Angleterre.

Le 8 décembre 2004, le site web du groupe est relancé avec la vidéo du titre Rock It et un nouvel album, produit par Danger Mouse, est annoncé. Un concours nommé Search For A Star est également lancé dans la foulée, permettant aux fans de créer des musiques ou des animations (les vainqueurs gagnaient le droit de collaborer avec le groupe pour le single et le clip d'El Mañana, qui sera une double face A avec Kids With Guns, ainsi que leurs propres chambres dans la nouvelle version du site et des Kong Studios rebâtis). De nouveaux livrets furent distribués, récapitulant l'histoire du groupe virtuel et révélant les circonstances de leur première séparation (les quatre étaient partis vivre à Hollywood et tentaient de créer un film sur eux, mais les tensions de plus en plus fortes entre les musiciens et les multiples difficultés rencontrées firent capoter le projet). Un projet parallèle nommé Reject False Icons (phrase présente à la fin du clip de Rock It), critiquant les figures de la culture pop moderne, est également lancé (bien qu'il ne fera pas long feu).
L'album Demon Days (qui aurait pu s'appeler We Are Happy Landfill et était initialement prévu pour sortir en mars 2005) est publié le 11 mai 2005 au Japon, le 23 mai au Royaume-Uni et en Australie, et le 24 mai aux États-Unis. L'album débute premier des classements britanniques. Le troisième single est intitulé Dirty Harry, publié en début d'année comme single promotionnel, le 21 novembre 2005. À sa première semaine, il se classe sixième. Le quatrième et dernier single de l'album s'intitule Kids with Guns/El Mañana ; il est publié le 10 avril 2006. Contrairement à ses prédécesseurs classés au Top 10, Kids With Guns / El Mañana atteint la 27e place des classements britanniques.
À la fin de 2005, Demon Days recense un million d'exemplaires écoulés aux États-Unis, et devient le cinquième album le plus vendu de l'année. Demon Days est depuis certifié quintuple disque de platine au Royaume-Uni, double disque de platine aux États-Unis, triple disque de platine en Australie et recense plus de 6 millions d'exemplaires vendus à l'international. Aux MTV Video Music Awards organisés à Miami le 28 août 2005, Gorillaz est récompensé 2 fois pour Feel Good Inc., dans les catégories de « meilleure nouvelle vidéo » (battant Sarah McLachlan, Eminem, U2 et Missy Elliott) et des "Meilleurs Effets Spéciaux" (battant à nouveau U2 et Missy Elliott, mais aussi Ludacris, Coldplay et The Mars Volta) .
Gorillaz joue Dirty Harry aux Brit Awards de Londres en 2006 en compagnie de Bootie Brown et de la San Fernando Valley Youth Chorus, et le groupe est nommé dans la catégorie de meilleur nouveau groupe, et de meilleur album britannique (pour Demon Days). Le groupe prévoit une tournée « holographique » en 2007 et 2008. Les membres animés seraient montrés sur scène grâce à la technologie Musion Eyeliner, leur donnant l'illusion d'être sur scène. Ces personnages sont d'abord utilisés aux MTV Europe Music Awards le 3 novembre 2005 puis à la 48e édition des Grammy Awards le 8 février 2006 aux côtés d'une Madonna également virtuelle, durant laquelle le groupe jouait une version pré-enregistrée de Feel Good Inc..
En 2005, des figurines Gorillaz sont publiées en plusieurs versions par Kidrobot en parallèle à la sortie de Demon Days. Parmi les versions, nous pouvons compter l'édition Red, l'édition Black et une figurine spéciale de Noodle sortie pour accompagner la sortie de la vidéo de DARE. Trois nouvelles séries de figurines Gorillaz sortent en 2006 : la série classique limitée à 60 000 exemplaires sort le 16 octobre 2006 et les deux autres séries sortent le 2 novembre 2006 : une limitée à 1 000 exemplaires avec 2 tons de couleurs différents et une édition blanche limitée à 4 000 exemplaires.
Le DVD Phase Two: Slowboat to Hades est publié le 30 octobre au Royaume-Uni, et le 31 octobre aux États-Unis. Il reprend en les améliorant certaines des composantes de Celebrity Take Down, à savoir qu'on visite à nouveau les Kong Studios, cette fois complètement délabrés, dans la peau d'un personnage cette fois inconnu (on savait que le personnage du premier DVD travaillait dans la police) dont on épouse le regard et qu'on peut fouiller toutes les pièces pour y voir un maximum de choses. L'autobiographie illustrée de Gorillaz, intitulée Rise of the Ogre, est publiée le 31 octobre au Royaume-Uni, et le 2 novembre aux États-Unis. D-Sides, une compilation de faces B et de remixes consistant en 2 disques : le CD 1 contenant des morceaux originaux (bien que Hong Kong soit en fait un vieux titre de 2004 publié sur la compilation Help ! A Day In The Life et que la démo de Don't Get Lost In Heaven est présente) et le CD 2 contenant des remix de plusieurs artistes, est publié le 19 novembre 2007 au Royaume-Uni, et le 20 novembre 2007 aux États-Unis,.
L'espoir de voir naître un film de Gorillaz resurgit en 2006 lorsque Hewlett annonce sa production par le groupe. Damon dira à ce sujet que le groupe « a été un voyage fantastique qui n'est pas fini, parce que nous faisons un film. Nous avons Terry Gilliam qui est impliqué. Mais pour ce qui est d'être dans un grand groupe et de mettre de la musique là-bas, c'est fini. Nous ne ferons plus rien d'autre. » Harvey Weinstein est annoncé aux côtés d'Albarn et de Hewlett.
Le 24 octobre 2007, le fansite officiel du groupe annonce un documentaire sur Gorillaz, Bananaz. Le film, réalisé par Ceri Levy, se consacre aux sept premières années du groupe. Le film est publié sur Internet par le site Babelgum le 20 avril 2009, suivi d'un DVD le 1er juin 2009.

### Phase Three: Escape to Plastic Beach(2008–2012)
À la fin de 2007, Albarn et Hewlett se lancent dans Carousel, un nouveau projet de Gorillaz qui deviendra finalement le troisième album du groupe, Plastic Beach,. Albarn explique : « Je vais en faire le plus grand album pop que j'ai jamais fait [...]. » L'album fait participer Snoop Dogg, Lou Reed, Mos Def, Bobby Womack, Gruff Rhys, Mark E. Smith, Mick Jones, Paul Simonon, Kano, Bashy, De La Soul, Little Dragon, Hypnotic Brass Ensemble, sinfonia ViVA, et le Lebanese National Orchestra for Oriental Arabic Music,,.
Le 18 janvier 2010, Gorillaz est annoncé pour la dernière nuit du Coachella Valley Music and Arts Festival le 18 avril 2010. Le premier single de l'album, album, Stylo, en featuring avec Bobby Womack et Mos Def est disponible en téléchargement payant le 26 janvier 2010. Plastic Beach sort le 3 mars 2010 au Japon avant de sortir, quelques jours plus tard, dans le monde entier et le site officiel de Gorillaz est complètement rénové  pour coller à ce tout nouveau thème. Mais les composantes des anciennes formules étaient conservées : il était toujours possible de se balader partout où on le souhaitait et de fouiller partout. Un jeu nommé Escape to Plastic Beach fut également créé (bien qu'aujourd'hui, on en trouve peu de traces) et plusieurs courts-métrages et teasers révélèrent ce qui était arrivé aux différents personnages avant leur arrivée sur l'île Plastic Beach (lieu-phare de cette Phase 3). Un thème pour Windows 7 fut même créé.
En octobre 2010, Damon Albarn annonce à la presse qu'il ne fera pas partie des reprises des chansons de la série Glee par le groupe en disant au sujet de la série que c'est "un très pauvre remplaçant de la vraie musique". Cette déclaration laissa pas mal de personnes penser que les producteurs de Glee avaient demandé à Gorillaz la permission d'utiliser leur musique dans la série, alors qu'il s'avéra que non. Albarn répondit à la confusion en rigolant et en lâchant un définitif "Maintenant, on est sûrs qu'ils ne le feront pas.".
Le 5 octobre 2010, Gorillaz annonce son nouveau single Doncamatic en featuring avec Daley. Le 8 décembre 2010, Albarn confirme un album de Gorillaz en cours d'enregistrement lors de la tournée américaine de Escape to Plastic Beach, qui sera publié gratuitement pour les membres de leur fanclub le jour de Noël, le 25 décembre 2010. La vidéo de Phoner to Arizona est également publiée sur le site web de Gorillaz le 24 décembre et le jour suivant sort leur nouvel album, intitulé The Fall.
Le 18 avril 2011, Gorillaz annonce la publication de sa version de l'application iElectribe sur iPad par Korg,,. Cette application contient des boucles et des samples pris dans The Fall ainsi que d'autres samples. La nouvelle version contient une interface dans le style de Gorillaz et est programmée pour générer les samples de The Fall : elle inclut également 128 nouvelles chansons créées par le groupe et 64 patterns pré-programmés et prêts à l'emploi, créés par Gorillaz, Stephen Sedgwick (l'ingénieur du son du groupe) et Korg. L'application est basée sur Korg's Electribe : R, autre application créée par le fabricant. Le 5 octobre 2011, le groupe publie son best-of intitulé The Singles Collection 2001–2011.
Le 9 février 2012, Gorillaz annonce DoYaThing, un single composé pour aider à la promotion de converses Gorillaz à cette période bientôt commercialisées. La chanson fait participer James Murphy de LCD Soundsystem (qui avait déjà réalisé un remix de DARE sorti dans le deuxième CD de D-Sides avec son duo DFA) et André 3000 d'Outkast. Une version de 13 minutes est disponible pendant une courte durée sur gorillaz.com. Hewlett revient pour la réalisation du clip du single, en version animée et réalisée avec l'aide d'une compagnie d'animation française, Fortiche Productions,.

### Absence (2012–2013)
En avril 2012, Albarn explique au Guardian que ses futurs projets avec Hewlett sont « incertains ». Des tensions entre les deux collaborateurs se font sentir. Dans un entretien donné au Guardian en avril 2017, Jamie Hewlett explique la source des tensions, qui ont pris forme durant la tournée Escape to Plastic Beach : "Damon avait la moitié des Clash sur scène, et Bobby Womack, et Mos Def, et De La Soul, et le putain d'Hypnotic Brass Ensemble et Bashy et tous les autres. C'était le meilleur groupe au monde. Et l'écran sur scène derrière eux devenait de plus en plus petit chaque jour. J'ai demandé : "Est-ce qu'on a un nouvel écran ?". Et le directeur de tournée était genre : "Non, c'est le même écran". Parce qu'il me semblait que ça devenait plus petit." Cependant, dans un entretien avec The Independent, Hewlett explique que Damon et lui avaient des projets respectifs, et qu'il était mieux de se séparer. Le 25 avril 2012, dans un entretien avec Metro News, Albarn explique avoir dépassé ses différends avec Hewlett, et se dit confiant pour un éventuel futur projet en commun. Le 24 juin 2013, Hewlett annonce une éventuelle suite à Plastic Beach, mais pas avant qu'Albarn finisse de travailler sur un nouvel album de Blur,.

### Retour (2014–2016)

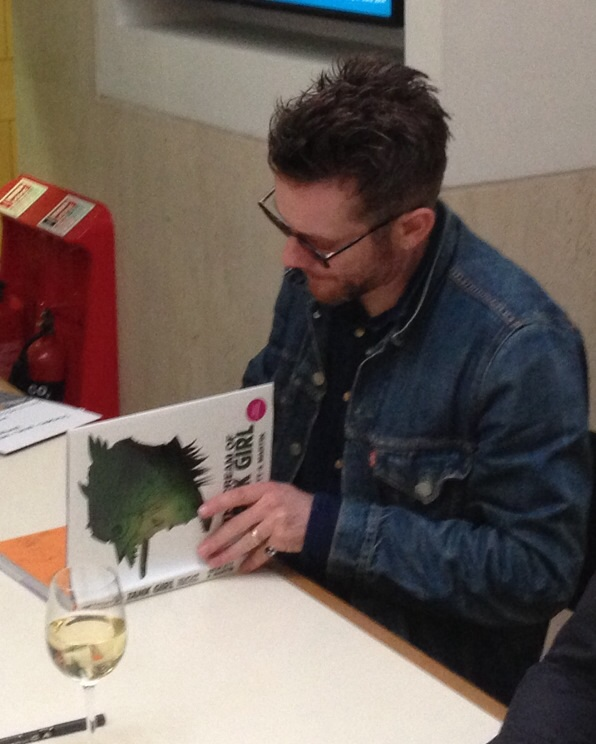
Jamie Hewlett, co-créateur de Gorillaz.

En avril 2014, Albarn explique au National Post que « ça ne [le] dérangerait pas de travailler sur un autre album de Gorillaz. » Deux mois plus tard, il annonce « avoir écrit assez de chansons pendant [son] absence. ». Le 19 octobre 2014, Albarn annonce au Sydney Morning Herald de nouvelles chansons du groupe pour 2016. Il décrit la musique qu'il a écrite pour le nouveau Gorillaz comme une musique optimiste, humoristique et positive et dit vouloir donner aux pistes « une référence de 125 bpm et rien en dessous de ça. » tout en suggérant que de nombreuses collaborations pourraient à nouveau figurer dans l'album.
Il a aussi annoncé dans une interview donnée au magazine The Sun, et reprise par plusieurs médias du monde entier, qu'il a l'intention de créer une grande trame narrative pour tout l'album et de « donner une voix et une place au chant à chaque personnage. » De son côté, Jamie Hewlett poste de nouveaux dessins des quatre membres virtuels du groupe depuis la fin de 2014 sur son compte Instagram, qu'il présente comme ses recherches pour le prochain album. Sont donc entrés en studio avec Damon Albarn, et pourraient donc participer à l'album : Jean-Michel Jarre, Del the Funky Homosapien (qui affirmait en 2015 sur son Twitter avoir écouté des beats exclusifs avec Albarn dès 2014), Remi Kabaka (la voix de Russel Hobbs et le créateur du Gorillaz Sound System), le rappeur Vic Mensa, Twilite Tone, Jeff Wooton, Paul Simonon, Rat Boy, Raury et Liam Bailey (à l'heure actuelle, il s'est avéré que certaines collaborations ne furent pas intégrées à l'album ou que les gens cités ne furent pas présents).
En avril 2016, alors qu'il est désormais confirmé depuis octobre 2015 qu'Albarn et Hewlett travaillent sur un nouvel album de Gorillaz, 2 vidéos sont mises en ligne sur Instagram : la première montre Liam Bailey et Twilite Tone (dont les rumeurs désignaient ce dernier comme l'un des producteurs de l'album, ces rumeurs s’avéreront finalement vraies) et la seconde est un time-lapse de Bailey, Twilite, Damon Albarn et Jean-Michel Jarre en plein travail de composition. Le 17 mai 2016, Gorillaz est en studio avec le rappeur de Chicago Vic Mensa.
Le 20 septembre 2016, le groupe lance sa page Instagram et commence à publier une petite rétrospective de leurs sorties musicales depuis 2000 (qui est l'année de sortie du Tomorrow Comes Today EP, leur première parution).
Des rumeurs avaient également circulé sur une possible collaboration que Gorillaz aurait eue avec David Bowie avant la mort de ce dernier, le doute ayant été jeté par plusieurs références à l'artiste (un dessin de Jamie Hewlett montrant Bowie en pirate sur Instagram ou encore un autre dessin moins récent montrant 2D, l'alter ego de Damon Albarn, serrant dans ses bras la pochette de l'album Hunky Dory). Ces rumeurs n'ont jamais été confirmées.
Du côté des quatre membres fictifs du groupe, des séries d'images postées sur Instagram (The Book of...) racontent ce qui s'est passé pour eux entre Plastic Beach et le nouvel album : commençant avec The Book of Noodle (où on apprend qu'après l'attaque de Plastic Beach, elle a échoué au Japon et a pourchassé un démon devenu prince du crime), puis The Book of Russel (il est devenu un géant depuis les clips de Plastic Beach après avoir absorbé de la radioactivité et a été capturé puis emprisonné par l'armée nord-coréenne avant de retrouver sa taille normale), puis The Book of Murdoc (le bassiste et Cyborg Noodle, sa garde du corps et guitariste de substitution, se sont enfuis en sous-marin avant d'être capturés par EMI, qui demandera ensuite à Murdoc de faire un nouvel album de Gorillaz dans le but de sauver la musique) pour terminer avec The Book of 2D (après avoir été avalé par une baleine, 2D va échouer sur une île déserte au large du Mexique et survivra en se nourrissant de graisse de baleine, avant de se rendre compte que l'île déserte était juste une partie vide de Cabo San Lucas).

### Phase Four: We Are Still Humanz(2017)
Le 19 janvier 2017, Gorillaz sort de son silence avec le morceau Hallelujah Money. Cette chanson en collaboration avec Benjamin Clementine sort la veille de l'investiture de Donald Trump à la présidence des États-Unis. Il s'agit d'un morceau critique à l'égard du nouveau président. Sur les pages Facebook et Twitter officielles du groupe, le clip (qui ne se trouve pas sur la chaîne YouTube officielle du groupe mais sur celle de UPROXX Music, en non-répertorié) est accompagné d'un message de Murdoc[réf. nécessaire].
Le 23 mars 2017, alors que la tracklist standard de l'album avait leaké sur Internet il y a 6 jours (c'est-à-dire le 17 mars 2017), Damon Albarn est invité de la radio anglaise BBC Radio 1 et en profite pour révéler et diffuser quatre titres inédits issus de Humanz, album à venir le 28 avril 2017 : Ascension, Andromeda, We've Got the Power et Saturnz Barz qui est accompagné d'un clip animé mettant en scène 2D, Russel, Murdoc et Noodle dans une maison abandonnée. D'ailleurs, la vidéo de Saturnz Barz est sortie en deux versions : normale et 360° (la deuxième ayant fait le meilleur démarrage pour une vidéo en réalité virtuelle postée sur YouTube). En plus de ces 2 vidéos, d'autres visuels paraissent : pour Andromeda, c'est une planète colorée et animée dans l'espace, pour Ascension, une lente avancée vers la fameuse maison abandonnée de Saturnz Barz et pour We Got the Power, des routes avec des camions et des voitures passant sans interruption (ce plan est visible à la fin de la vidéo de Saturnz Barz). En termes de singles pour l'album, les quatre déjà sortis gagnent des successeurs : Let Me Out sort le 6 avril 2017 et The Apprentice, qui est l'une des chansons bonus présentes dans l'édition deluxe de l'album, sort le 24 avril. Le 27 du même mois, le groupe joue un concert dans le Late Show with Stephen Colbert.
Depuis, les projets n'ont cessé de fourmiller : création d'une version interactive de la vidéo en 360° de Saturnz Barz sortie de l'application officielle Gorillaz sur App Store et Google Play, partenariats avec Telekom Electronic Beats et Sonos, reconstruction de la Spirit House dans 3 villes : Brooklyn, Berlin & Amsterdam et préparation par Jamie Hewlett d'une série télé de 10 épisodes sur ses personnages. Lors d'une interview donnée à Q Magazine en 2017, Jamie confie que DreamWorks avait commencé à travailler depuis plusieurs mois sur un film d'animation Gorillaz. Mais le projet ne verra pas le jour, car selon le dessinateur, « c’était beaucoup trop sombre pour qu’ils dépensent plusieurs centaines de millions de dollars sur le projet [réf. nécessaire]. »
En juin 2017, le groupe entame une tournée avec le festival Demon Dayz, qui est disponible en visionnage gratuit sur le site internet officiel de Red Bull TV, le sponsor officiel du festival, et sur la chaîne YouTube Red Bull TV Music and Culture. Les chanteurs et chanteuses Kano, Vince Staples, De La Soul, Fufanu, Danny Brown, Little Simz, Kali Uchis, Popcaan, Kilo Kish, Claptone, The Shapeshifters, Remi Kabaka et Chris P Cuts sont aussi conviés au festival.
Le 8 juin 2017 voit la sortie de la vidéo de Sleeping Powder, single n'étant pas présent dans l'album et étant l'une des 40 chansons pas encore dévoilées que Damon Albarn disait avoir composées dans une de ses interviews. Cette vidéo met en scène 2D traversant des univers étranges (ici, le personnage est interprété par Damon lui-même ayant revêtu une combinaison de capture de mouvement). Le 29 juin 2017, le site français Catsuka, consacré à l'animation dans tous ses styles, annonce sur Twitter qu'un artbook sobrement nommé Jamie Hewlett, édité par Taschen, allait sortir et comprendrait 400 dessins répartis sur tout l'ensemble de sa carrière. Cet artbook est sorti en France en novembre 2017, ce qui mérite d'être souligné (en effet, la majorité des livres ou DVD liés de près ou de loin à Gorillaz, comme Phase One : Celebrity Take Down, Phase Two : Slowboat To Hades, Rise of the Ogre ou encore Bananaz n'ont jamais bénéficié d'une traduction en VF ou d'une sortie française). De plus, des commentaires d'introduction et un dialogue à trois comprenant Hewlett, sa femme Emma de Caunes et le photographe/clippeur Jean-Baptiste Mondino sont disponibles dans le livre et sont traduits en 3 langues (anglais, français, allemand).
Un partenariat a également été fait entre Gorillaz, Nike et l'équipe de Chelsea pour la sortie de leurs nouveaux maillots et une vidéo mettant en scène 2D et le joueur David Luiz est tournée. De plus, le groupe s'associe avec la compagnie spécialisée dans l'énergie électrique E.ON UK, filiale d'E.ON pour réaliser des musiques et des vidéos exclusives sous le sigle Gorillaz x E.ON. Une vidéo pour le single We Got The Power est créée.
Le 31 octobre 2017 sort le single Garage Palace. Ce single est là pour promouvoir l'édition vinyle Super Deluxe de Humanz, qui sort le 3 novembre 2017 et comprend 14 chansons inédites.

### The Now Now(2018-2019)
Dans une interview donnée au magazine Q en septembre 2017, Damon Albarn suggère qu'un nouvel album surprise de Gorillaz pourrait voir le jour, dans la continuité de l'album de 2010 The Fall[réf. nécessaire]. À la fin du même mois, le 30, le groupe joue une toute nouvelle chanson lors d'un concert à Seattle, nommée Ode to Idaho. Jamie Hewlett confirme en décembre 2017 qu'une suite à Humanz est bien prévue pour 2018 et que les nouvelles chansons et démos créées sont une toute nouvelle direction prise par Gorillaz et espère faire évoluer ses animations et visuels de façon similaire[réf. nécessaire]. Denholm Hewlett, fils de Jamie et photographe officiel de Gorillaz pendant ses tournées, est également interrogé pour savoir si ce nouvel album était un prolongement de la Phase 4 ou le début de la Phase 5[réf. nécessaire]. Durant un concert au Chili, Albarn confirme qu'un nouvel album sortirait très bientôt et joue pour la première fois une nouvelle chanson, Hollywood, en featuring avec Snoop Dogg et Jamie Principle[réf. nécessaire].
L'album The Now Now sort finalement le 29 juin 2018 ainsi que deux clips vidéos : Humility et Tranz. Certains concerts de la tournée de l'album sont retransmis en direct, le soir, sur la chaine YouTube du groupe[pertinence contestée].

### Song Machine(depuis 2020)
Damon Albarn annonce dès août 2018 qu'un autre album de Gorillaz est déjà prêt à être enregistré.
Le groupe entame début 2020 le projet Song Machine: Season One - Strange Timez, qui prévoit la publication mensuelle d'un single avec un invité spécifique. Après Momentary Bliss en janvier, Désolé en février, Aries (avec Peter Hook) et How Far? (avec Tony Allen — tout juste décédé — et Skepta) en avril, Friday 13th (avec Octavian) en juin, puis Pac-Man (avec ScHoolboy Q) en juillet.
Le 9 septembre 2020, Gorillaz annonce la sortie de l'album Song Machine: Season One - Strange Timez prévue le 23 octobre, et dévoile dans la foulée, le single Strange Timez (avec Robert Smith).
Le 1er octobre 2020, Gorillaz dévoile le morceau The Pink Phantom, en featuring avec le rappeur 6lack et Elton John, accompagné d'un clip dans lequel ce dernier apparaît en tant que personnage de dessin animé, jouant du piano aux côtés de 2D. L'album Song Machine: Season One - Strange Timez sort fin octobre et devrait suivre en 2021 (Song Machine, Season Two). Un premier morceau conçu pour le deuxième opus de Song Machine, qui devait à l'origine sortir en 2021, a été enregistré avec le rappeur Bad Bunny, nommé Tormenta. Finalement, ce projet sera annulé et le morceau Tormenta sera réutilisé sur l'album suivant du groupe, Cracker Island, sorti 2 ans plus tard.

## Genre musical
Critiques et écrivains qualifient tour à tour la musique de Gorillaz comme de l'art pop, du rock alternatif, du hip-hop, de la pop, du trip-hop, de l'electronica, de l'electro, de la dark pop, du rock indépendant, du hip-hop alternatif, du rap rock, de la musique lo-fi, de l'electro-pop, de la dance rock, de la dub, de la world music ou du worldbeat. L'esthétique du groupe et son « approche » générale sont qualifiés généralement comme étant post-modernistes. Selon PopMatters, la musique du groupe a préfiguré « la fusion de hip-hop, de rock et d'éléments électroniques dans la musique pop » qui a gagné en importance dans  la décennie suivante[réf. nécessaire].

## Univers
Ce groupe a la particularité d'être composé par des membres de fiction qui ne représentent en aucun cas la personnalité des « vrais » musiciens impliqués dans ce projet, l'identité des créateurs réels étant même à l'origine cachée au public malgré la notoriété de Damon Albarn.
Les musiciens sont donc présentés comme étant :
- 2D – chant, clavier
- Murdoc Niccals – guitare, basse (remplacé par Ace de La bande des Ripoux, sur l'album The Now Now)
- Russel Hobbs – batterie, percussions (remplacé par une boîte à rythmes sur l'album Plastic Beach)
- Noodle – guitare, clavier, chant (remplacée par Cyborg Noodle, création robotique de Murdoc, sur l'album Plastic Beach)

D'une certaine façon, on peut[style à revoir] aussi compter Del tha' Ghost Rapper, le fantôme bleu gigantesque ayant posé ses rimes sur Clint Eastwood et Rock the House, deux des plus célèbres hits de la Phase 1 du groupe avant d'être (dans l'histoire virtuelle) exorcisé par Russel en 2003, Cyborg Noodle, copie robotique et ultra-violente de la vraie Noodle ayant été créée par Murdoc pour lui servir de guitariste de remplacement sur l'album Plastic Beach et de garde du corps (à cette période, le bassiste était menacé de mort), Paula Cracker, qui était la petite amie de l'époque de 2D et la première guitariste de ce qui s'appelait encore Gorilla (le groupe s'était tout juste formé) avant d'être renvoyée du groupe, et Ace de La bande des Ripoux, personnage de l'univers des Supers Nanas venu remplacer Murdoc à la basse pour l'enregistrement de l'album The Now Now. Bien que les contributions musicales de ces 4 personnages soient plus minimes que tout le travail accompli par le quatuor, ils font tout de même partie intégrante de l'histoire de Gorillaz, raison pour laquelle ils sont cités[source secondaire souhaitée].
L'univers fictif du groupe est présenté dans ses clips vidéo, sur son site web interactif, dans des courts-métrages d'animation, ou lors de fausses interviews[source insuffisante].
En novembre 2021, Damon Albarn officialise qu'un projet de film d'animation sur l'univers de Gorillaz est en cours de préparation avec Netflix, mais il décide de l'annuler en raison de problèmes de production du film. 

## Membres

### Membres créateurs
- Damon Albarn – chant, clavier, guitare, guitare basse, batterie, L’omnichord, percussions, piano , écriture des paroles (depuis 1998)
- Jamie Hewlett – illustration, visuel, FX , écriture des paroles (depuis 1998)

### Musiciens live
- Mike Smith – claviers (depuis 1998)
- Jeff Wootton – guitare solo (depuis 2010), guitare rythmique (depuis 2017)
- Seye Adelekan - guitare rythmique, basse, ukulele (depuis 2017)
- Jesse Hackett – claviers (depuis 2010), guitare solo et rythmique (depuis 2017)
- Karl van den Bossche - batterie, percussions (2005-2006, depuis 2017)
- Gabriel Wallace – batterie, percussions (depuis 2010)

#### Anciens musiciens live
- Simon Katz – guitare solo et rythmique (1998–2002)
- Junior Dan – basse (1998–2002)
- William Lyonell – guitare solo et rythmique (1998–2005)
- Roberto Occhipinti – basse (2002)
- Simon Tong – guitare solo et rythmique (2005–2010)
- Simon Jones – guitare solo et rythmique (2005–2006)
- Morgan Nicholls – basse (2005–2010)
- Mick Jones – guitare rythmique (2010)
- Paul Simonon – basse (2010)
- Cass Browne – batterie, percussions (1998-2015)

## Performances en public
Cette section ne s'appuie pas, ou pas assez, sur des sources secondaires ou tertiaires indépendantes du sujet. Le texte peut contenir des analyses inexactes ou inédites de sources primaires.
Pour l'améliorer, ajoutez-en, ou placez des modèles {{Source secondaire souhaitée}} ou {{Source secondaire nécessaire}} sur les passages mal sourcés. (septembre 2024)

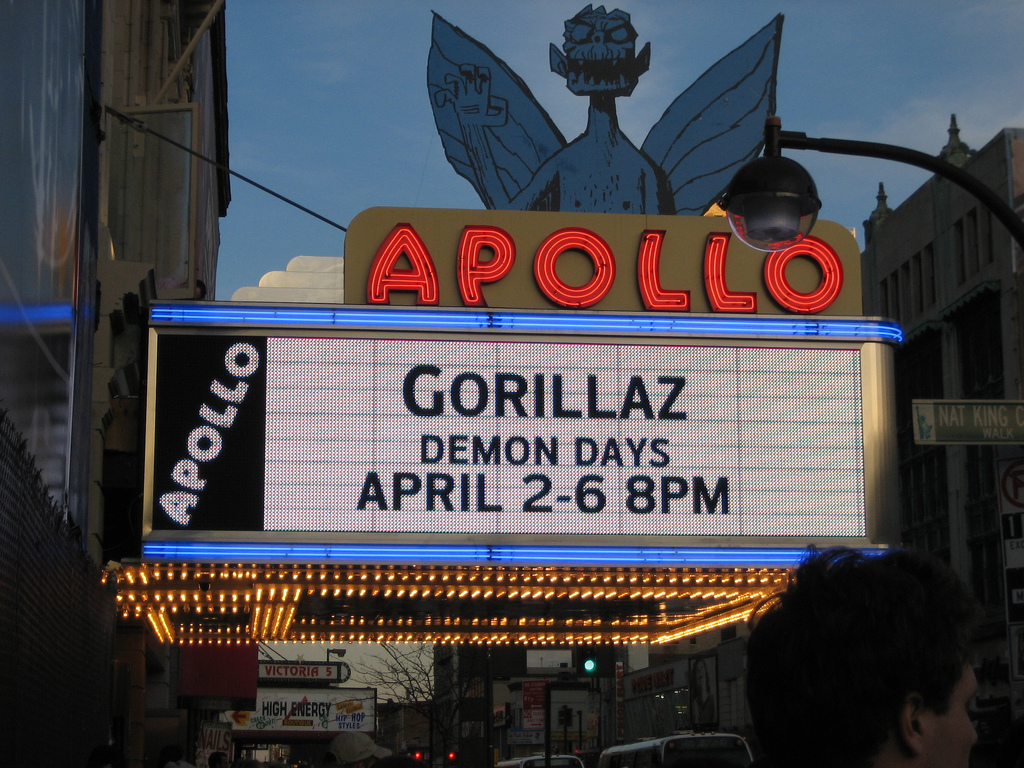
Annonce du concert de Gorillaz au théâtre Apollo de New-York en avril 2006.

En mars 2001, Gorillaz donne son tout premier concert en public à la Scala de Londres avant d'embarquer pour une tournée se déroulant majoritairement en Angleterre, avec une date à Paris (le 22 juin 2001 à la Cigale) et deux dates japonaises (le 16 août à Osaka et le 18 août à Tokyo). Pendant cette tournée, le groupe joue derrière un grand écran projecteur qui recouvre toute la scène (on ne voit que les silhouettes des musiciens) et sur l'écran, les visuels et clips de Hewlett sont diffusés. Après une courte pause pendant les vacances, le Gorillaz Tour se prolonge avec une tournée en Amérique du Nord en février 2002.
Du 1er au 5 novembre 2005, Gorillaz prend ses quartiers au Manchester Opera House pour cinq nuits de concert : c'est le Demon Days Live. Durant ces cinq nuits, l'intégralité de l'album Demon Days est jouée, ainsi que le titre inédit Hong Kong et Latin Simone, titre du premier album joué en hommage à Ibrahim Ferrer. L’événement est filmé par les caméras d’EMI pour une sortie en DVD, Demon Days Live, qui sort fin mars 2006. Une version américaine de l'événement est annoncée pour se dérouler à l'Apollo Theater de Harlem, New York. Une heure après l'ouverture de la billetterie, tout est complet. Et encore une fois, l'événement est filmé et retransmis sur Internet et à la télévision.
En mars 2010, Gorillaz commence une petite tournée de six dates qui servent de répétition pour la prestation du groupe au festival de Coachella. Les concerts ne sont ouverts qu'aux membres du fan-club du groupe et aucun visuel n'est diffusé. Ce sont les premières performances en public des musiciens depuis quatre ans, avant leur tête d'affiche à Coachella où ils donnent le premier vrai grand spectacle de la Phase 3. Le 27 avril, ils sont les invités de l'émission anglaise Later... with Jools Holland sur la BBC. Ils jouent également deux soirs au Camden Roundhouse de Londres. Mick Jones et Paul Simonon, les ex-Clash, jouent respectivement de la guitare et de la basse et, en guise de référence subtile à leur présence, on peut entendre Guns of Brixton, une des chansons des Clash.
En octobre 2010, Gorillaz embarque pour sa première tournée mondiale : l’Escape to Plastic Beach Tour. Cette tournée est précédée de plusieurs dates de festivals pendant l'été : le Byblos Festival (Liban), le Roskilde Festival (Danemark), le festival de Glastonbury (Angleterre), un concert à la Citadelle de Damascus (Syrie)... L’Escape to Plastic Beach Tour passe en Amérique du Nord vers octobre, en Europe vers novembre et enfin en Australie, en Nouvelle-Zélande et à Hong Kong en décembre. C'est lors de leur dernier spectacle à Auckland, en Nouvelle-Zélande, que Damon Albarn annonce que ce sera la dernière apparition de la tournée.
En juillet 2017, Gorillaz démarre sa nouvelle tournée : le Humanz Tour, qui durer jusqu'en août 2018, avec quelques pauses. C'est la deuxième tournée mondiale de Gorillaz et leur première depuis 2010. Avec soixante-treize concerts joués sur un an, cette tournée est la plus longue jamais entreprise par Gorillaz.
En décembre 2017, le groupe annonce sa participation au festival anglais BoomTown Fair.
En avril 2023, le groupe se produit encore une fois au célèbre festival californien, Coachella.

## Discographie

### Albums studio
- 2001 : Gorillaz
- 2005 : Demon Days
- 2010 : Plastic Beach
- 2010 : The Fall
- 2017 : Humanz
- 2018 : The Now Now
- 2020 : Song Machine: Season One - Strange Timez[80]
- 2023 : Cracker Island

### Album en public
- 2025 : Demon Days : Live from the Apollo Theater - Harlem, New-York (2006)

### Compilations et albums de remix
- 2002 : G-Sides
- 2002 : Laika Come Home (Gorillaz vs. Spacemonkeyz)
- 2007 : D-Sides
- 2010 : iTunes Session
- 2011 : The Singles Collection 2001-2011

### EP
- 2000 : Tomorrow Comes Today EP
- 2005 : Feel Good Inc. EP (Japon)
- 2020 : Song Machine, EP. 1 "Momentary Bliss"
- 2020 : Song Machine, EP. 2 "Désolé"
- 2020 : Song Machine, EP. 3 "Aries"
- 2020 : Song Machine, EP. 4 "Friday 13th"
- 2020 : Song Machine, EP. 5 "PAC-MAN"
- 2020 : Song Machine, EP. 6 "Strange Timez"
- 2020 : Song Machine, EP. 7 "The Pink Phantom"
- 2021 : Meanwhile EP

### Singles
- 2001 : Clint Eastwood (featuring Del the Funky Homosapien)
- 2001 : 19-2000 (featuring Tina Weymouth)
- 2001 : Rock The House (featuring Del the Funky Homosapien)
- 2002 : Tomorrow Comes Today
- 2002 : 911 (Gorillaz & D12 featuring Terry Hall) (Bande originale de Bad Company)
- 2002 : Lil’ Dub Chefin (Gorillaz vs. Spacemonkeyz)
- 2005 : Feel Good Inc. (featuring De La Soul)
- 2005 : DARE (featuring Shaun Ryder)
- 2006 : Dirty Harry (featuring Bootie Brown & The San Fernando Valley Youth Chorus)
- 2006 : El Mañana / Kids With Guns (featuring Neneh Cherry)
- 2010 : Stylo (featuring Mos Def & Bobby Womack)
- 2010 : Superfast Jellyfish (featuring De La Soul & Gruff Rhys)
- 2010 : On Melancholy Hill
- 2010 : Rhinestone Eyes
- 2010 : Doncamatic (featuring Daley
- 2010 : Phoner To Arizona
- 2011 : Revolving Doors / Amarillo
- 2012 : DoYaThing (featuring James Murphy & André 3000)
- 2017 : Saturnz Barz (featuring Popcaan)
- 2017 : We Got The Power (featuring Jehnny Beth)
- 2017 : Ascension (featuring Vince Staples)
- 2017 : Andromeda (featuring D.R.A.M)
- 2017 : The Apprentice (featuring Rag'n'Bone Man, Zebra Katz & RAY BLK)
- 2017 : Let Me Out (featuring Mavis Staples & Pusha T)
- 2017 : Sleeping Powder
- 2017 : Strobelite (featuring Peven Everett)
- 2017 : Garage Palace (featuring Little Simz)
- 2018 : Humility (feat George Benson)
- 2018 : Lake Zurich
- 2018 : Sorcererz
- 2018 : Tranz
- 2020 : Momentary Bliss (featuring Slowthai and Slaves)
- 2020 : Désolé (featuring Fatoumata Diawara)
- 2020 : Aries (featuring Peter Hook and Georgia)
- 2020 : How Far? (featuring Tony Allen and Skepta)
- 2020 : Friday 13th (featuring Octavian)
- 2020 : Pac-Man (featuring Schoolboy Q)
- 2020 : Strange Timez (featuring Robert Smith)
- 2020 : The Pink Phantom (featuring Elton John and 6lack)
- 2020 : The Valley of the Pagans (featuring Beck)
- 2022 : Cracker Island (Sort le 22 juin)

### Clips
- 2000 : Tomorrow Comes Today
- 2001 : Clint Eastwood
- 2001 : 19-2000
- 2001 : Rock the House
- 2002 : Lil' Dub Chefin
- 2004 : Rockit
- 2005 : Feel Good Inc.
- 2005 : Dare
- 2005 : Dirty Harry
- 2006 : El mañana
- 2010 : Stylo
- 2010 : On Melancholy Hill
- 2010 : Doncamatic
- 2010 : Phoner to Arizona
- 2012 : DoYaThing
- 2017 : Hallelujah Money
- 2017 : Saturnz Barz
- 2017 : Sleeping Powder
- 2017 : Strobelite
- 2018 : Humility
- 2018 : Tranz
- 2020 : Momentary Bliss (ft. Slowthai & Slaves)
- 2020 : Désolé (ft. Fatoumata Diawara)
- 2020 : Aries (ft. Peter Hook & Georgia)
- 2020 : Friday 13th (ft. Octavian)
- 2020 : PAC-MAN (ft ScHoolboy Q)
- 2020 : Strange Timez (ft. Robert Smith)
- 2020 : The Pink Phantom (ft. Elton John & 6LACK)
- 2022 : Cracker Island (ft. Thundercat)

### DVD
- 2002 : Phase One: Celebrity Take Down
- 2006 : Gorillaz Demon Days LIVE at the manchester opera house
- 2006 : Phase Two: Slowboat to Hades
- 2009 : Bananaz

## Tournées
- Gorillaz Tour (2001-2002)
- Demon Days Live (2005-2006)
- Escape to Plastic Beach Tour (2010)
- Humanz Tour (2017-2018)
- The Now Now Tour (2018)
- Gorillaz World Tour (2022)